# Liste der Senatoren der Vereinigten Staaten aus Alaska
Die Liste der Senatoren der Vereinigten Staaten aus Alaska führt alle Personen auf, die jemals für diesen Bundesstaat dem US-Senat angehört haben, nach den Senatsklassen sortiert. Dabei zeigt eine Klasse, wann dieser Senator wiedergewählt wird. Die Senatoren der class 2 wurden zuletzt im November 2020 wiedergewählt, die Wahlen der Senatoren der class 3 fanden zuletzt im Jahr 2022 statt.

## Klasse 2

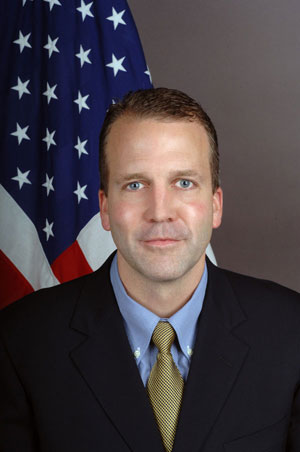
Dan Sullivan

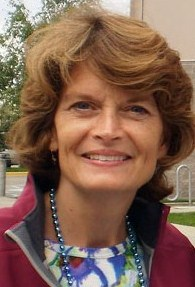
Lisa Murkowski

Alaska, das seit dem 3. Januar 1959 als Bundesstaat zu den Vereinigten Staaten gehört, hatte bislang vier Senatoren der class 2:
| Name                    | Amtszeit  | Partei       | Lebensdaten                      |
| ----------------------- | --------- | ------------ | -------------------------------- |
| Edward Lewis Bartlett   | 1959–1968 | Demokrat     | 20. April 1904–11. Dezember 1968 |
| Theodore Fulton Stevens | 1968–2009 | Republikaner | 18. November 1923–9. August 2010 |
| Mark Peter Begich       | 2009–2015 | Demokrat     | * 30. März 1962                  |
| Daniel Scott Sullivan   | seit 2015 | Republikaner | * 13. November 1964              |

## Klasse 3
Alaska hatte bis heute vier Senatoren der class 3:
| Name                     | Amtszeit  | Partei       | Lebensdaten                   |
| ------------------------ | --------- | ------------ | ----------------------------- |
| Ernest Henry Gruening    | 1959–1969 | Demokrat     | 6. Februar 1887–26. Juni 1974 |
| Maurice Robert Gravel    | 1969–1981 | Demokrat     | 13. Mai 1930–26. Juni 2021    |
| Francis Hughes Murkowski | 1981–2002 | Republikaner | * 28. März 1933               |
| Lisa Ann Murkowski       | seit 2002 | Republikaner | * 22. Mai 1957                |